# Dominick Arduin
Dominick Arduin, född 1961, död 2004, var en finsk-fransk polarfarare.
Dominick Arduins försök att som första ensamma kvinna nå Nordpolen var en mediehändelse både i Finland och världen. Men Arduin försvann strax efter att hon lagt ut med sin kajak från den sibiriska kusten med kurs mot fastisen. Enligt vissa källor iscensatte hon sin egen död.